# Charles Lowther (3e baronnet)
Charles Hugh Lowther, 3e baronnet (26 septembre 1803 - 6 novembre 1894) est un propriétaire foncier anglais, le troisième fils de John Lowther (1er baronnet) et de Lady Elizabeth Fane.

## Biographie
Lowther est aveugle dès l'enfance en raison d'une crise de scarlatine. Sa mère importe les premiers livres en relief en Angleterre à son profit en 1821.
Le 10 mai 1834, il épouse Isabella Morehead (décédée le 2 juillet 1887). Ils ont deux fils:
- George William Lowther (28 mars 1837 - 6 février 1890)
- James Lowther (1840-1904), qui hérite du château de Wilton de son père.

Lowther est un bienfaiteur de William Moon, finançant la construction de son atelier en 1856 et faisant un don à la Moon Society, qui distribue de la littérature pour les aveugles de type Moon.
Il hérite du titre de baronnet de son frère en 1868. Mourant en 1894 à l'âge de quatre-vingt-dix ans, Lowther est remplacé comme baronnet par son petit-fils, Charles Bingham Lowther.